# Molí de la Palanca
El Molí de la Palanca és una obra del municipi de Saldes (Berguedà) inclosa en l'Inventari del Patrimoni Arquitectònic de Catalunya.

## Descripció
El molí de la Palanca és un conjunt format per dos edificis: per un costat el casal moliner de planta quadrada cobert a dos vessants i amb el carener perpendicular a la façana de migdia, i per l'altre un edifici de planta rectangular cobert, també, a dues vessant amb el carener paral·lel a la façana de migdia que allotja, encara que en mal estat, els mecanismes del molí fariner. És una construcció molt senzilla que fou reformada a principis del segle xx.

## Història
El molí de la Palanca fou construït al s. XVIII tot i que s'amplià a començaments del s. XX, i fins aleshores funcionà com a molí del poble de Saldes (on a més de moldre els cereals, blat, ordi blat de moro, etc. pel consum humà i per a pinso pels animals, tenien forn). Així, doncs, es va mantenir actiu fins després de la guerra civil